# Palenica (Pieniny)
Palenica (722 m) – szczyt w Małych Pieninach oddzielony przełęczą Maćkówki od głównego grzbietu. Na szczycie znajduje się schronisko „Groń”, obiekty gastronomiczne oraz zjeżdżalnia wózkowa. Ze Szczawnicy na szczyt można dostać się koleją krzesełkową zarządzaną przez Polskie Koleje Linowe. Na stokach góry znajduje się Stacja Narciarska Palenica, z dwiema trasami narciarskimi, trasa czerwona – „Palenica 1” jest jedną z ciekawszych tras narciarskich w Polsce.
Szczyt zbudowany jest z wapieni (warstwy pstre i jarmuckie). Niegdyś jego stoki były w wyniku gospodarczej działalności ludzi ogołocone z lasu, były na nich pastwiska. Po II wojnie światowej zostały zalesione (praca społeczna okolicznych mieszkańców). Szczyt zwiedzany był już w XIX w. przez kuracjuszy szczawnickich, po oddaniu do eksploatacji wyciągu krzesełkowego jest obecnie masowo odwiedzany. Jest dobrym punktem widokowym na Pieniny i Beskid Sądecki. Z rzadkich w Polsce gatunków roślin na Palenicy występuje storczyk kukawka. Po północnej stronie Palenicy znajdują się jeszcze dwa niższe wierzchołki: Groń (687 m) i Niżny Groń (605 m).
Od 1949 roku do lat 70. XX wieku na północnym zboczu Palenicy, nad korytem Grajcarka w Szczawnicy istniała niewielka skocznia narciarska. Została wybudowana z inicjatywy Artura Wernera. Była to nowoczesna – jak na ówczesne czasy – mała skocznia narciarska z kamiennym murowanym progiem. Była dwukrotnie przebudowywana. Pierwszy raz w latach 1956–1958. Obiekt był wyposażony w drewnianą wieżę sędziowską. Jej punkt konstrukcyjny wynosił około 40–50 m. Rozgrywano na niej mistrzostwa województwa.
W latach 1987–1988 na Palenicy znaleziono dwa bardzo rzadkie, w Polsce zagrożone wyginięciem gatunki porostów: trzonecznica żółta Chaenotheca chrysocephala i pismaczek zielony Zwackhia viridis.

## Szlaki turystyki pieszej
Szczawnica – Palenica – Maćkówki – Szafranówka. 1.20 min, ↓ 50 min.
 Palenica – Szafranówka – Wysoki Wierch – Durbaszka – przełęcz pod Wysoką – Wąwóz Homole – Jaworki. 4:20 h
 Palenica – Szafranówka – Droga Pienińska. 1:10 h, ↑ 1:25 h.

## Przypisy

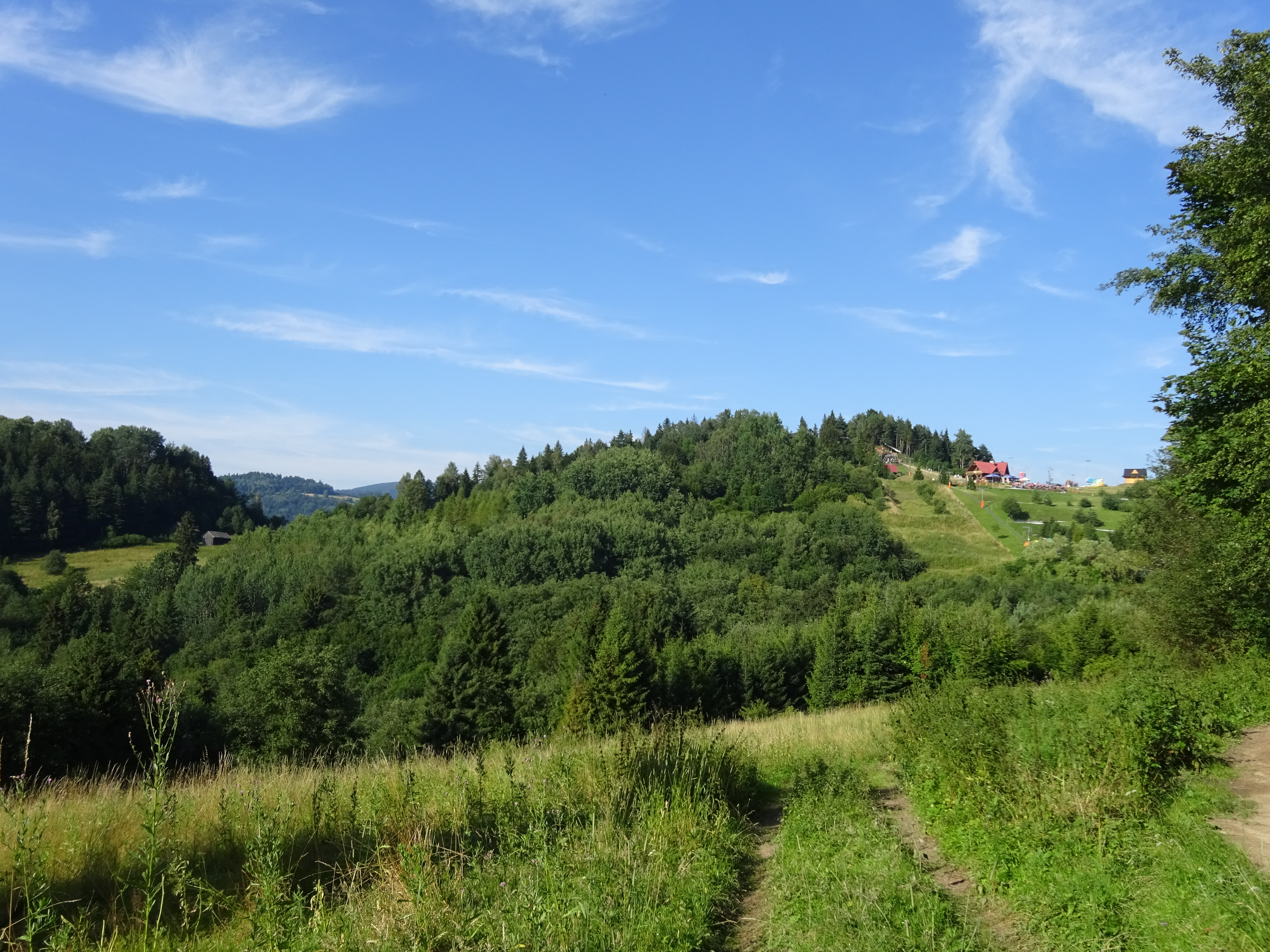
Widok z południowego zachodu
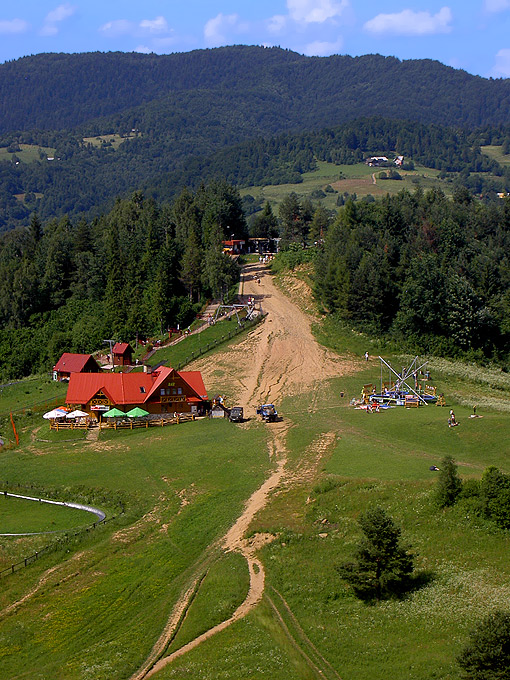
Palenica – widok na schronisko i górną stację wyciągu
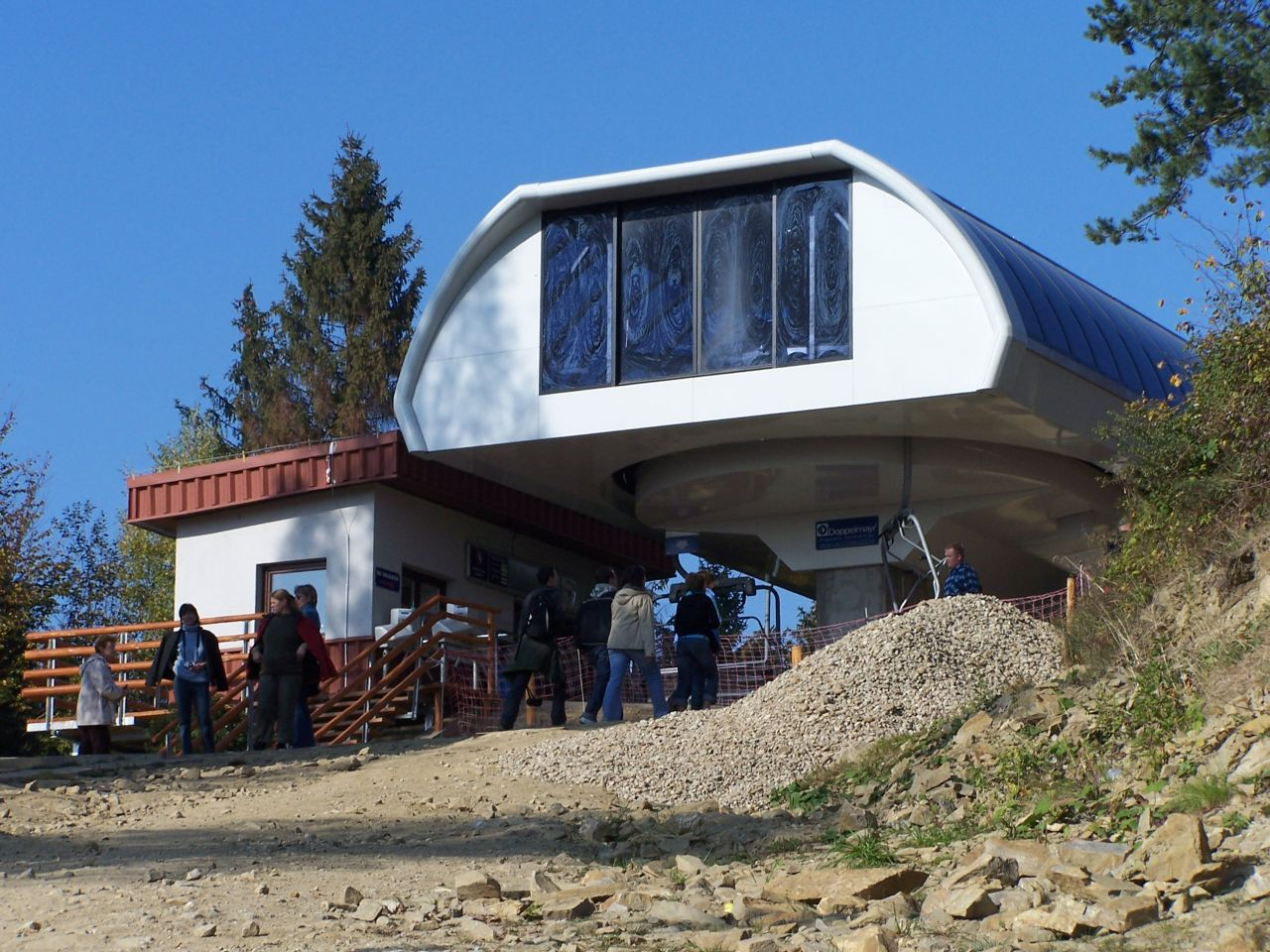
Górna stacja wyciągu
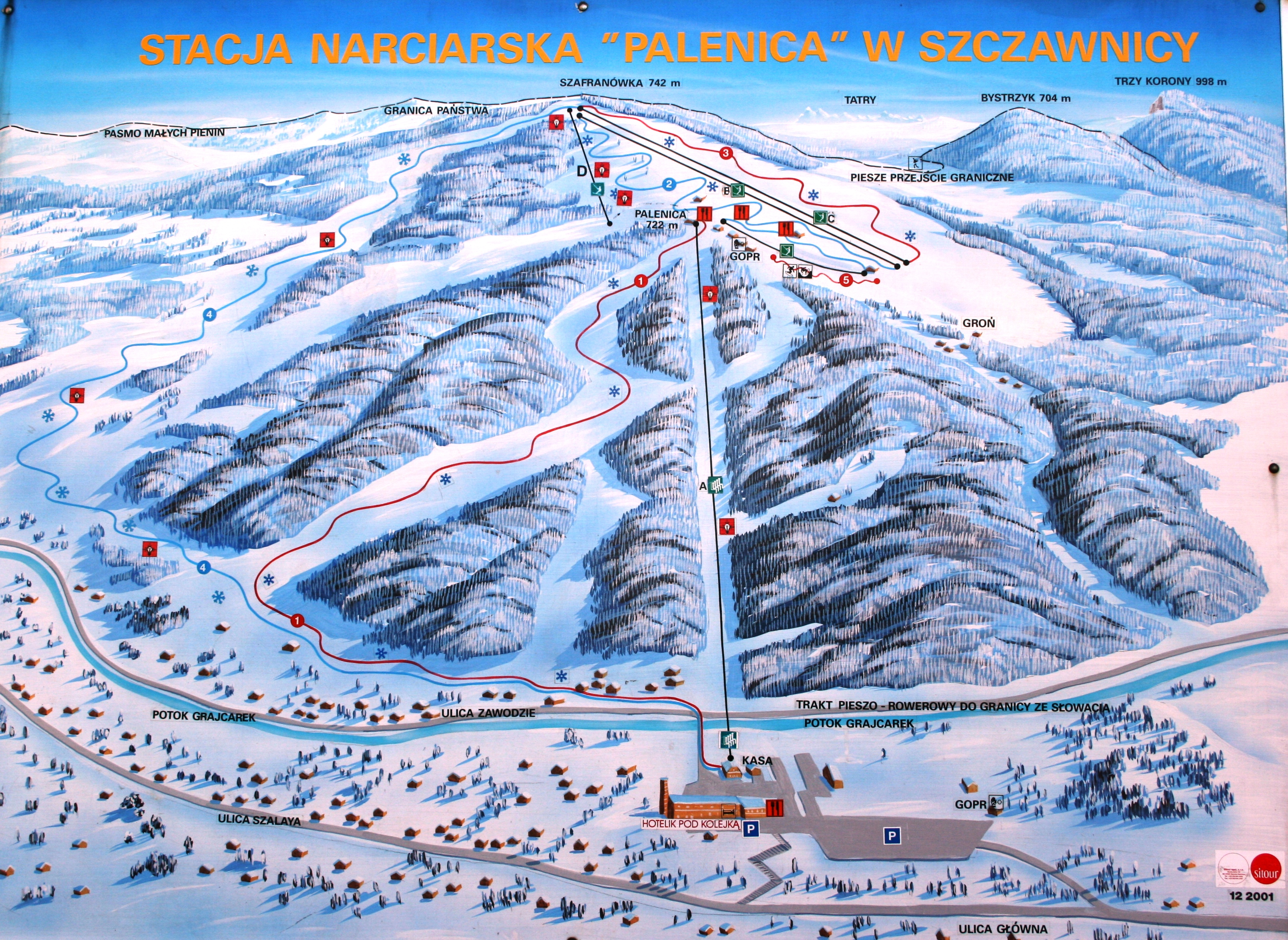
Plan tras narciarskich